# Mustafino (Oblast' di Orenburg)
Mustafino è un centro abitato della Russia.